# Sangría Señorial
Sangría Señorial es un refresco mexicano sin alcohol con sabor a sangría.
Es fabricada por la empresa Del Fruto en México, aunque inicialmente empezó como su propia empresa en 1960. Se elabora con uvas de vino, esencia de limón, azúcar de caña y agua carbonatada. Se distribuye en los Estados Unidos por Novamex desde 1982, los productores de los refrescos Jarritos.
En México es una bebida popular de la comida callejera.